# Шанин, Моше
Моше Шанин (настоящее имя — Шанин Михаил Александрович; род. 4 ноября 1982, Северодвинск, Архангельская область) — российский прозаик.

## Биография
Родился в семье преподавателя шахматного кружка и преподавательницы математики. Окончил Архангельский техникум экономики, статистики и информатики, специальность — бухгалтер.
Работал администратором компьютерного клуба, продавцом, мойщиком стеклотары. С 2007 года — индивидуальный предприниматель.

## Творчество
В юношестве Михаил увлекался фантастикой, но окончательное влияние на его дальнейшее творчество оказали такие авторы как: Исаак Бабель, Борис Пильняк, Артём Весёлый, Юрий Олеша; на стиль которых он в дальнейшем ориентировался. В качестве творческого псевдонима автор избрал имя своего прадеда.
Первый рассказ («Бетельгейзе») написал 31 декабря 2004 года. Первая публикация (рассказ «Не оставляй надежду») состоялась в № 12 журнала «Октябрь» за 2006 год. В 2013 году с подборкой рассказов «Левоплоссковские» вышел в финал литературной премии «Дебют». В 2014 году с подборкой рассказов «Правоплоссковские» вышел в финал литературной премии «Дебют» и стал лауреатом. Автор широко цитируемого рассказа «Сначала запретили», также известного как «Треугольник Шанина».
Самые крупные произведения автора — 4 цикла рассказов: «Левоплоссковские» — цикл рассказов со сквозными героями о жителях деревни Левоплосская Устьянского района Архангельской области, «Правоплоссковские» — продолжение цикла «Левоплоссковские» про жителей соседней деревни, «Улица Советская» — цикл «городских» рассказов про чудаковатых жителей одной улицы, в том числе и самого автора (автобиографический рассказ «Мои семнадцать»), «Я начинаю бег» условно объединяет несколько рассказов — одни с небольшими фантастическими допущениями, другие — бессюжетные, третьи — связаны общим героем. В основе рассказов лежат аллюзии на реальные события и реально существующих людей.

### Треугольник Шанина
«Треугольник Шанина» — неофициальное название короткого рассказа «Сначала запретили». Поводом для написания рассказа стали слухи и высказывания о сомнительных инициативах, направленных на изъятие некоторых букв из русского языка, в том числе сообщение о том, что В. В. Жириновский предлагает исключить букву «ы» из русского алфавита.
Сначала запретили букву ы.

Потом запретили букву а.

Потом зпретили букву б.

Потом зпретили укву в.

Потом зпретили уку г.

Потом зпретили уку е.

Потом зпртли уку з.

Потом пртли уку и.

Потом пртл уку к.

Потом пртл уу л.

Потом прт уу м.

Пото прт уу о.

пт прт уу п.

т рт уу р.

т т уу т.

уу у.

## Отзывы
- Ольга Славникова, писатель:

По духу он абсолютно поморский мужик. Поразительно, два цикла его рассказов о русском севере, о маленьком городке и деревне, с их традициями, свадьбами, песнями, легендами, типажами — превосходны. Всё узнаваемо. Эти рассказы в духе Шукшина. Михаил стал лауреатом. Возлагаю на него большие надежды. Деревенская жизнь снова оказалась востребованной. У Шанина в рассказе кипят просто шекспировские страсти.

- Майя Кучерская, писатель, литературовед, критик:

В номинации «малая проза» лауреатом стал Михаил (Моше) Шанин из Северодвинска, и тут остается только поаплодировать нетривиальности и тонкости выбора жюри («малую прозу» в жюри курировал Юрий Буйда). Михаил Шанин сочиняет абсурдистские сказы о деревенской жизни, один другого затейливей.

- Сергей Костырко, литературный критик, эссеист, прозаик:

Из рассказов, которые удалось прочитать в прошедшем году, бесспорным лидером года представляется мне подборка рассказов Моше Шанина «Левоплоссковские» в майском номере журнала «Октябрь» (в цикл этот также входит рассказ «Иван Косоротик» — «Новый мир» № 12). Имя в нашей литературе, строго говоря, не новое, рассказы молодого писателя уже несколько лет регулярно публикует «Октябрь», но именно цикл рассказов «Левоплоссковские» о жителях северной русской деревни, своеобразная Шанинская Йокнапатофа как бы набрал «критическую массу» для полноценного представления места в нашей литературе нового писателя. Проза Шанина, как бы вышедшая из традиций русской прозы двадцатого века (Бабель, Олеша, Платонов, Шаламов), но отнюдь не придавленная ими, напротив, получившая из этой традиции возможность раздвигать свой художественный простор, — проза абсолютно сегодняшняя, как сказали бы «актуальная», и по стилистике и по содержанию, по образному ряду, да просто, по непроизвольному интонационному жесту. Это проза, которая соединяет наше сегодняшнее размышление о России и о самих себе с тем, уже не первый век идущим разговоре о России, с её величавым, но чаще сырым и серым, «саврасовским» пейзажем, и с её парадоксально устроенной человеческой гармонией.

- Валерия Пустовая, литературный критик:

Цикл рассказов и сказов о буднях в селе Архангельской области выдавал бы в молодом писателе меткого наблюдателя за местной жизнью и речью, если бы не степень их литературной обработки. Теперь уже не разобрать, в самом ли деле были увидены эти люди — спящие, укрывшись велосипедом, поджигающие школу, лишь бы сдвинуть жизнь села с мертвой точки, гибнущие в стае бешеных волков, — или созданы авторской интуицией, подсветившей обыденность с такого ракурса, что хоть смейся, хоть не живи. Рассказы Моше Шанина раскручивают читателя на глубокое сочувствие и раздирают душу самыми экономными и точными средствами. И в то же время не дают ни на минуту забыть, что клятая и курьезная эта жизнь — только материал для «левоплоссковского» мифа, не столько портретирующего уголок России, сколько выражающего авторское ощущение от неё, постсоветской, уголками вымирающей, дикой.

### Публикации
- Журнал «Октябрь» № 12, 2006, рассказ «Не оставляй надежду».
- Журнал «Октябрь», № 6, 2008, рассказы «Беги, сука, беги», «Я знаю, почему ты пишешь рассказы», «Дело пахнет повестью», «Once upon a time…», «Квинтэссенция меня».
- Журнал «Октябрь», № 2, 2009, рассказы «Черный день», «Померяться Пи».
- Журнал «Знамя», № 2, 2010, рассказы «Податель сего», «Это повод», «Ври напропалую».
- Журнал «Сеанс», № 41/42, рассказы «Вася Киса», «Ягода-малина».
- Журнал «Дружба народов», № 8, 2010, рассказ «Мои семнадцать».
- Журнал «Октябрь», № 5, 2014, рассказы «Петя Радио». «Коля Розочка», «Света Селедка», «Мишка Сухарев», «Прокопьев день», «Василий Ротшильд», «Толя Боша», «Дмитрий Бобин», «Гена Кашин».
- Журнал «Октябрь», № 10, 2014, рассказ «Сначала запретили».
- Журнал «Новый мир», № 12, 2014, рассказ «Иван Косоротик»
- Журнал «Октябрь», № 2, 2016, картотека-антиэпопея «Правоплоссковские»

## Премии
- 2007 — Лонг-лист премии «Дебют», номинация «Малая проза».
- 2008 — Лонг-лист премии «Дебют», номинация «Малая проза».
- 2009 — Финалист премии им. Ю.Казакова, рассказ «Черный день».
- 2009 — Дипломант Волошинского конкурса, рассказ «Мои семнадцать».
- 2009 — Финалист премии им. В. П. Астафьева.
- 2010 — Победитель премии Facultet в номинации «Автобиографический рассказ».
- 2013 — Финалист премии «Дебют» в номинации «Малая проза».
- 2014 — Лауреат премии «Дебют» в номинации «Малая проза».
- 2016 — Лонг-лист премии «НОС».
- 2017 — Лонг-лист премии «Национальный бестселлер».
- 2017 — Шорт-лист премии им.И.Бабеля.